# Camille Chauvin de Lénardière
Camille Chauvin de Lénardière est un homme politique français né le 12 novembre 1796 à Bouillé-Saint-Paul (Deux-Sèvres) et mort le 18 décembre 1859 à Paris.

## Biographie
Propriétaire terrien, il est conseiller municipal de Châtillon-sur-Sèvre de 1822 à 1827, conseiller général en 1829. Il est maire de Seuil-sous-les-Aubiers en 1848 et député des Deux-Sèvres de 1852 à 1859, soutenant le Second Empire.

## Sources
- « Camille Chauvin de Lénardière », dans Adolphe Robert et Gaston Cougny, Dictionnaire des parlementaires français, Edgar Bourloton, 1889-1891 [détail de l’édition]